# Kwamalasamutu
Kwamalasamutu, auch Kwamalasamoetoe, ist ein Dorf der Tiriyó-Indianer im Süden von Suriname im Distrikt Sipaliwini. Es liegt am gleichnamigen Fluss und ist die größte Ansiedlung im Ressort Coeroenie und die wichtigste Ansiedlung der Tiriyó in Suriname.
Der Name des Ortes bedeutet Bambussand, nach den mit Bambus bewachsenen nahegelegenen Flussufern und grenzt an das mit Guyana umstrittene Gebiet, siehe nebenstehende Karte.  

## Geschichte
Nachdem das Dorf Alalapadu zu klein geworden war, wurde 1971 Kwamalasamutu gegründet. Die Bevölkerung wird 2022 auf etwa 1100 Personen geschätzt. Der Ort verfügt über eine Schule, eine Klinik sowie eine Baptistenkirche und hat seit 2010 Zugang zum Telefonnetz. Die Wirtschaft basiert auf kleinbäuerlicher Landwirtschaft. Kwamalasamutu ist auch die Heimat kleiner Gruppen des Stammes Waiwai, und zwei der letzten Sprecher der Mawayana-Sprache (der Sprachfamilie Arawak) leben dort seit 2015. Neben den Tiriyó gibt es weitere acht Ethnien, der Ethnobotaniker Mark Plotkin arbeitete hier seit 1982.

## Tourismus
Die archäologische Stätte Werehpai, bestehend aus Höhlen mit Petroglyphen präkolumbianischen Ursprungs, liegt etwa 10 Kilometer von Kwamalasamutu entfernt.

## Gesundheit
In Kwamalasamutu befindet sich die Organisation Medische Zending, medizinische Mission die in abgelegenen Dörfern von Suriname medizinische Grundversorgung bietet.

## Energie
Wie die meisten Städte im Landesinneren von Suriname ist Kwamalasamutu auf Dieselgeneratoren für die Stromversorgung angewiesen. Die Regierung stellt kostenlos Gasöl zur Verfügung, um etwa 5 bis 6 Stunden am Tag Strom zu produzieren, zwar wurden 1994 Solarpaneele installiert um rund um die Uhr Strom zu liefern, aber eine 2013 durchgeführte Bewertungsstudie zeigte, dass mangels Wartung keine der 1994 installierten Anlagen 2013 noch funktionierte, stattdessen wurden die Solarmodule anderweitig verwendet. Seit 1994 wurde noch an eigenen Systemen gearbeitet und teilweise in zusätzliche Panels investiert. Neue Projekte sind im Gange, um Binnenstrom auf hybride Weise bereitzustellen, wobei Dieselgeneratoren nachts die Produktion übernehmen.

## Transport
Kwamalasamutu kann mit dem Boot auf dem Sipaliwini-Fluss erreicht werden oder per Flugzeug über den Kwamalasamutu Airstrip, von dem regelmäßige Verbindungen von und nach Paramaribo angeboten werden.